# La Pantera Rosa (serie animata)
La Pantera Rosa (The Pink Panther) è una serie televisiva d'animazione con protagonista il personaggio della Pantera Rosa e co-prodotta da MGM Animation e United Artists e distribuito da MGM Television, Claster Television Inc. e Camelot Entertainment Sales. Diversamente dalla maggior parte delle sue precedenti apparizioni, in questa serie la Pantera Rosa parla, venendo doppiata da Matt Frewer (in italiano da Pietro Ubaldi) con un accento americano (francese da parte di Ubaldi). Questo fu in netto contrasto con l'accento inglese fornito da Rich Little, che aveva brevemente doppiato la pantera in due cortometraggi animati del 1965, Sink Pink e Pink Ice. Inoltre in questa serie l'omino parla per la prima volta, doppiato da Wallace Shawn. John Byner riprese i suoi ruoli della coppia The Ant and the Aardvark.

## Episodi

### Stagione 1: 1993-1994
1. "Pink Pink and Away / Down on the Ant Farm"
2. "Pink and Quiet /  The Pinky 500"
3. "The Ghost and Mr. Panther / Cleopanthra"
4. "Big Top Pinky / Yeti 'Nother Bigfoot Story"
5. "Pinky in Paradise / Department Store Pink-erton"
6. "Moby Pink / The Pink Stuff"
7. "Pink Pizza / The Pink Painter"
8. "Pink Paparazzi / Werewolf in Panther's Clothing"
9. "Rock Me Pink / Pinkus Pantherus"
10. "Pilgrim Panther / That Old Pink Magic"
11. "Pink-anderthal Man / Pink Kong"
12. "The Magnificent Pink One / Downhill Panther"
13. "14 Karat Pink / Robot Pink"
14. "Pink Encounters / Junkyard Pink Blues"
15. "Pantherobics / Pinkenstein"
16. "Pink Rider / Midnight Ride of Pink Revere"
17. "Pinky... He Delivers / Super-Pink's Egg-cellent Adventure"
18. "Cowboy Pinky / Stealth Panther"

### Stagione 2: 1994-1995
1. "Pinkazuma's Revenge / Pink Down Under"
2. "Pinkadoon / A Camp-Pink We Will Go"
3. "Icy Pink / The End of Superpink?"
4. "All for Pink and Pink for All / Service with a Pink Smile"
5. "Trains, Pains, and Panthers / Wet and Wild Pinky"
6. "From Hair to Eternity / Strike Flea You're Out"
7. "Cinderpink / It's a Bird! It's a Pain! It's Superfan!"
8. "Who's Smiling Now? / Robin Hoodwinked"
9. "Hook Line and Pinker / Valentine Pink"
10. "Dino Sour Head / The Luck of the Pinkish"
11. "The Inspector...Not / Pink Links"
12. "The Stool Parrot / Pinky and Slusho"

### Stagione 3: 1995-1996
1. "Panthergeist / Pinky's Pending Pink Slip"
2. "The Three Pink Porker / The Heart of Pinkness"
3. "The Inspector's Most Wanted / Pinky Appleseed"
4. "Calling Dr. Panther / For Those Who Pink Young"
5. "Lights, Camera, Voodoo / I'm Dreaming of a Pink Christmas"
6. "Wiener Takes All / The Easter Panther"
7. "The Inspector's Club / A Royal Pain"
8. "Black and White and Pink All Over / Beach Blanket Pinky"
9. "Digging for Dollars / Pinknocchio"
10. "Pink Up the River / Long John Pinky"
11. "Muff the Magic Dragon / Pink Thumb"
12. "Pinky's Dilemma / Oh Varkula"
13. "Ice Blue Pink / Pink Trek"
14. "Legend of El Pinko / Pink Big"
15. "Eric the Pink / Pretty and Pink"
16. "Built for Speed / Pooch the Panther"
17. "Pinky in Toyland / The Detective of Oz"
18. "Royal Canadian Mounted Panther / The Power of Pink"
19. "Lifestyles of the Pink and Famous / Happy Trails Pinky"
20. "A Hard Day's Pink / You Only Pink Twice"
21. "It's Just a Gypsy in My Soup / Aliens and a Footstool"
22. "Mummy Dearest / The Feast of Famine"
23. "No Pink is an Island / Pinky and the Golden Fleece"
24. "Home Stretch Pinky / Pink Pucks"
25. "The Reluctant Ninja / Pantherella"
26. "Pink's Ark / Rain or Snow or Pink of Night"
27. "Pink in the Middle / Pink in the Poke"
28. "A Nut at the Opeta / Hann-n-Eggz"
29. "Voodoo Man / 7 Manly Men"
30. "Driving Mr. Pink / The Texas Toads / The Ant And The Aardvark"